# 野根安倉道路
野根安倉道路（のねあぐらどうろ）は、地域高規格道路 E55阿南安芸自動車道の内、高知県安芸郡東洋町野根の野根IC(北緯33度30分31秒 東経134度15分08秒 / 北緯33.508495度 東経134.252093度)から高知県安芸郡北川村安倉の安倉交差点(北緯33度30分54秒 東経134度10分07秒 / 北緯33.515046度 東経134.168481度)までの区間のことである。野根ICで海部野根道路と、安倉交差点で北川道路と接続する。2020年度より国土交通省の直轄権限代行事業として事業中である。延長4,550mの四郎ヶ野トンネル（仮称）で、現在の国道493号が東洋町と北川村の境界を標高442mの四郎ヶ野峠(北緯33度30分23秒 東経134度12分46秒 / 北緯33.506434度 東経134.212899度)で超えている区間をショートカットする。

## 概要
- 起点 : 高知県安芸郡東洋町野根
- 終点 : ⾼知県安芸郡北川村安倉
- 全長 : 8.5 km
- 規格 : 第3種第2級
- 道路幅員 : 9.5 m
- 車線数 : 2車線
- 設計速度 : 60 km/h
- 通行料金 : 無料

## 位置関係
- （徳島・阿南方面）- 日和佐道路 - （美波～牟岐～海部） - 海部野根道路 - 野根安倉道路 - 北川道路 - 北川奈半利道路 - （安芸・高知方面）

## 通過市町村
- 高知県
  - 安芸郡東洋町
  - 安芸郡北川村

## 主な橋・トンネル

### トンネル
- 四郎ヶ野トンネル（仮称）延長4,550m[2]

## 歴史
- 1994年（平成6年）12月 : 阿南安芸自動車道全体が計画路線に指定。
- 2020年（令和2年）
  - 3月5日 : 事業化候補追加[3]。
  - 3月31日 : 事業化。